# Zdzisław Milner
Pour les articles homonymes, voir Milner.
Zdzisław Milner est un poète français d'origine polonaise né le 22 octobre 1887 à Varsovie et mort le 5 juin 1965 à Suresnes.
Traducteur d'ouvrages classiques de langue espagnole, il est l'initiateur de Góngora en France. 

## Biographie
Zdzisław Milner naît à Varsovie le 22 octobre 1887 de Kams Milner et de Malwina Muszkat.
En 1904, la famille reçoit à Saint-Sébastien la visite d'un parent peintre et graveur, Ludwik Kazimieirz Markous (qui prendra en 1910 le pseudonyme de  Louis Marcoussis sur les conseils de Guillaume Apollinaire, dont il deviendra l'illustrateur).
Il est élève de l'École pratique des hautes études (EPHE) de 1909 à 1911 ; il réside alors à Paris.
Il se marie en 1917 à Madrid avec Luz Ansuatégui, d'origine espagnole.
Le couple s'installe à Mont-Cauvaire, en Seine-Maritime, et donne naissance le 18 juillet 1923 à un fils, Max, qui est initié, dès son enfance, à la poésie espagnole de Luis de Góngora et française de Stéphane Mallarmé.
Parallèlement à ses ouvrages de poésie et à ses traductions, Zdzislaw Milner enseigne au Collège de Normandie à Mont-Cauvaire.
Il meurt le 5 juin 1965 à Suresnes, à l'âge de 77 ans.

## Contribution littéraire
Zdislas Milner est considéré comme l'introducteur en France de Góngora, dont il est le traducteur. Robert Jammes le cite avec Francis de Miomandre et Marius André parmi ses premiers « amateurs ». Sa traduction des Vingt poèmes de Gongora est illustrée par Ismael de la Serna en 1928, puis par Pablo Picasso vingt ans plus tard,.
Il collabore à la revue L'Esprit nouveau dans laquelle il écrit un article sur Góngora et Mallarmé, « La connaissance de l'absolu par les mots », développant le parallèle entre ces deux écrivains : « un homme, un groupe se détache de la masse inerte des blasés ».
Milner est l'ami d'Alfonso Reyes et fréquente les avant-gardistes et auteurs de la modernité,,.

## Ouvrages
- La Formation des figures poétiques dans l'œuvre cultiste de Góngora, Cracovie, Gebethner et Wolff, 1933 (BNF 32452779)Reprend un article paru dans l'Archivum neophilologicum en 1930 ; réédité dans Les Langues néo-latines en 1960.

### Traductions
- (pl) Miguel de Cervantès, Nowele przykładne, Varsovie, Samuel Orgelbrand, coll. « Muzy: Biblioteka literacko-artystyczna », 1913, XXXIV + 245 + 263
- Luis de Góngora (ill. Ismaël González de La Serna), Vingt sonnets, Paris, Cahiers d’art, coll. « Grands ouvrages illustrés », 1928, 86 p. (BNF 32179905, SUDOC 010343024)
- René Bouvier, Le Courtisan, l'honnête homme, le héros : pour présenter Le Héros, de Baltasar Gracián, Paris, André Tournon, 1937, 134 p. (BNF 32186895, ASIN B00182QFGM, SUDOC 023827904)
- Francisco de Quevedo (trad. avec Jean Camp, préf. René Bouvier), Deux songes, Paris, Éditions universelles, coll. « Connaissance de l'homme » (no 3), 1947 (BNF 32550631, ASIN B00178LM7E, SUDOC 095888969)
- Luis de Góngora (ill. Pablo Picasso), Vingt poèmes de Góngora, Monaco-Paris, Les Livres merveilleux-Fequet et Baudier-Lacourière, coll. « Les Grands Peintres modernes et le Livre », 1948, 90 p. (BNF 41651028, ASIN B00182SKS8, SUDOC 026769409)Réédité en 1985 (BNF 34841218).
- (pl) Miguel de Cervantès (ill. Maria Hiszpańska-Neumann (pl)), Licencjat Vidriera ; Rinconente i Cortadillo, Varsovie, Warszawa Państwowy Instytut Wydawniczy, 1959, 136 p. (OCLC 933570084)
- Miguel de Cervantès, Don Quichotte, Paris, Hatier, coll. « Traductions Hatier », 1963, 80 + 80 (BNF 32945637)
- (pl) Miguel de Cervantès, Zazdrosny estremadurczyk, Varsovie, Książka i Wiedza, coll. « Koliber », 1969, 166 + 2 (OCLC 749345849)

### Éditions
- (es) Versos castellanos memorables, Paris, Belin, coll. « Cultura y literatura hispánicas », 1957, 151 p. (BNF 32452780, SUDOC 026320118)
- (mul) Miguel de Cervantès, Escenas de costumbres vividas, Paris, Hatier, coll. « Collection ibéro-américaine », 1958, 48 + 32 (BNF 31921186, SUDOC 075998130)Extraits de Don Quichotte ; commentaires en espagnol et en français.